# Archidiocèse de Dar es Salam
 (mars 2019).
Si vous disposez d'ouvrages ou d'articles de référence ou si vous connaissez des sites web de qualité traitant du thème abordé ici, merci de compléter l'article en donnant les références utiles à sa vérifiabilité et en les liant à la section « Notes et références ».
L'archidiocèse de Dar-es-Salam (Archidioecesis Daressalaamensis) est un siège métropolitain de l'Église catholique.

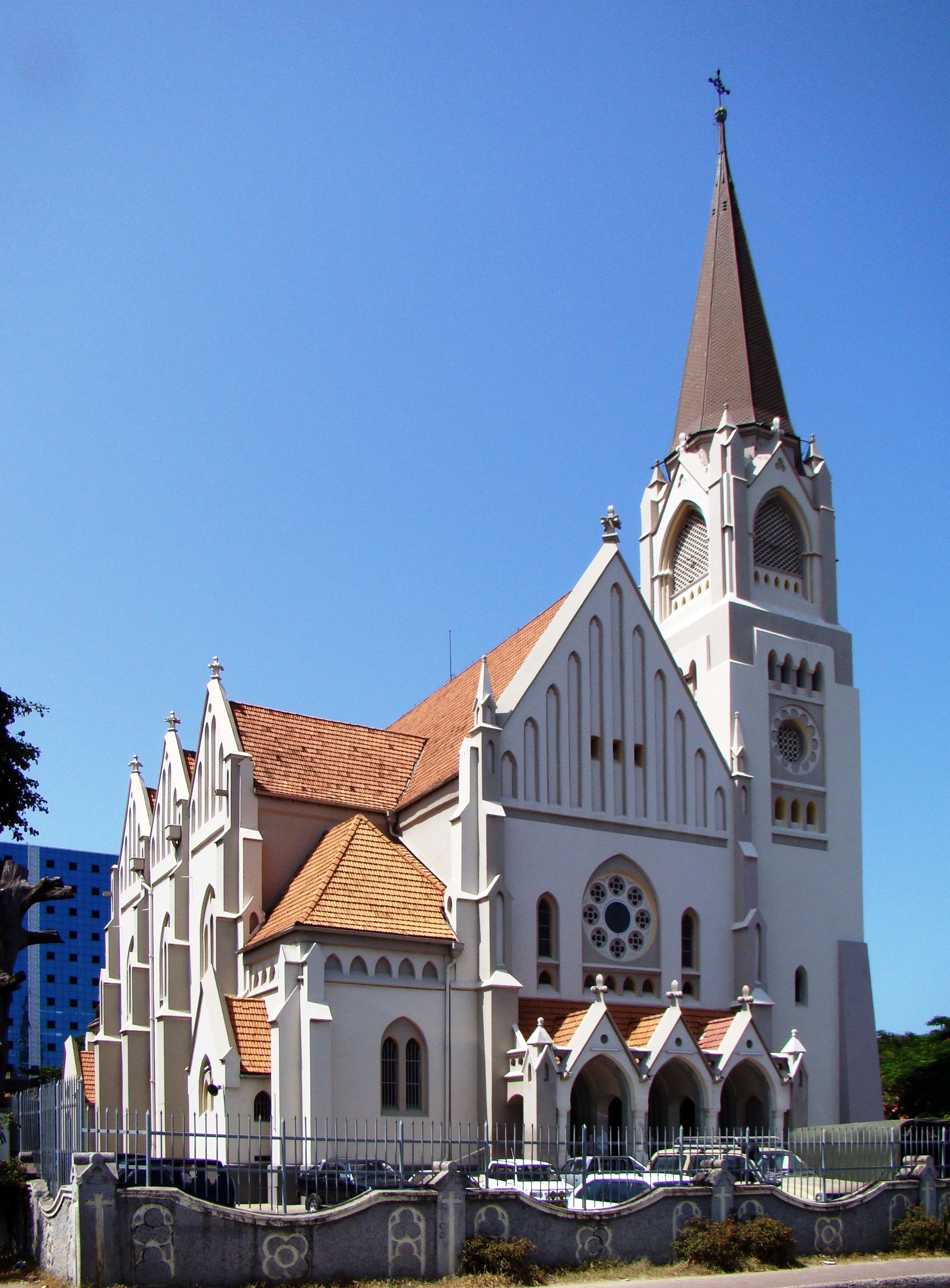
Cathédrale Saint-Joseph de Dar-es-Salam.

En 2013, il comptait 1 718 000 baptisés sur 5 661 000 habitants.

## Territoire
L'archidiocèse comprend la région de Dar-es-Salam et la partie centro-méridionale de la région de Pwani en Tanzanie.
Le siège archiépiscopal est la ville de Dar-es-Salam, où se trouve la cathédrale Saint-Joseph.
Le territoire est subdivisé en 75 paroisses.

## Histoire
La préfecture apostolique de Zanguebar méridional est érigée le 16 novembre 1887, recevant son territoire du vicariat apostolique de Zanguebar (aujourd'hui archidiocèse de Nairobi). Elle est confiée aux missionnaires allemands de la congrégation bénédictine de Sainte-Odile.
Le 15 septembre 1902, la préfecture apostolique est élevée en vicariat apostolique par le bref Romani Pontifices de Léon XIII.
Le 10 août 1906, il prend le nom de vicariat apostolique de Dar-es-Salam.
Le 12 novembre 1913 et le 3 mars 1922, il cède une portion de son territoire à l'avantage de la préfecture apostolique de Lindi (aujourd'hui archidiocèse de Songea) et de celle d'Iringa (aujourd'hui diocèse). Après la première Guerre mondiale, la mission est confiée aux capucins suisses.
Le 25 mars 1953, le vicariat apostolique est élevé au rang d'archidiocèse métropolitain par la bulle Quemadmodum ad Nos de Pie XII.
Il cède, le 21 avril 1964, une autre portion de territoire pour le nouveau diocèse de Mahenge.

## Ordinaires
- Bonifatius (Magnus) Fleschutz, O.S.B. † (18 novembre 1887 - 29 janvier 1891 décédé)
- Maurus (Franz Xaver) Hartmann, O.S.B. † (1er juillet 1894 - 15 septembre 1902 démission)
- Cassian (Franz Anton) Spiß, O.S.B. † (15 septembre 1902 - 14 août 1905 décédé)
- Thomas (Franz Xaver) Spreiter, O.S.B. † (13 mars 1906 - 24 novembre 1920 décédé)
- Joseph Gabriel Zelger, O.F.M.Cap. † (15 février 1923 - 5 juillet 1929 démission)
- Edgard Aristide Maranta, O.F.M.Cap. † (27 mars 1930 - 19 décembre 1968 démission)
- cardinal Laurean Rugambwa † (19 décembre 1968 - 22 juillet 1992 retraite)
- cardinal Polycarp Pengo (22 juillet 1992 - 15 août 2019 retraite)
  - Jude Thaddaeus Ruwa'ichi (en), O.F.M.Cap. archevêque coadjuteur, (21 juin 2018 - 15 août 2019)
- Jude Thaddaeus Ruwa'ichi (en), O.F.M.Cap. depuis le 15 août 2019
  - Stephano Musomba, O.S.A., évêque auxiliaire (7 juillet 2021 - 7 mars 2025), nommé évêque de Bagamoyo
  - Henry Mchamungu, évêque auxiliaire depuis le 7 juillet 2021

## Statistiques
L'archidiocèse à la fin de l'année 2013 sur une population de 5 661 000 personnes comptait 1 718 000 baptisés, correspondant à 30,3% du total. Il y avait 348 prêtres dont 91 diocésains et 257 réguliers, soit un prêtre pour 4 936 personnes, 368 religieux et 550 religieuses dans 75 paroisses.

## Autres archidiocèses de Tanzanie
- L'archidiocèse d'Arusha, dont dépendent les diocèses de Mbulu, Moshi et Same ;
- L'archidiocèse de Dodoma, dont dépendent les diocèses de Kondoa et Singida ;
- L'archidiocèse de Mbeya, dont dépendent les diocèses d'Iringa, de Mafinga et de Sumbawanga ;
- L'archidiocèse de Mwanza (en), dont dépendent les diocèses de Bukoba, Bunda, Geita, Kayanga, Musoma, Rulenge-Ngara et Shinyanga
- L'archidiocèse de Songea, dont dépendent les diocèses de Lindi, Mbinga, Mtwara, Njombe et de Tunduru-Masasi.
- L'archidiocèse de Tabora, dont dépendent les diocèses de Kahama, Kigoma et Mpanda